# Rifugio Cà San Marco
Il rifugio Cà San Marco è un rifugio situato nel comune di Averara, in Val Brembana, nelle Alpi Orobie, a 1.830 m s.l.m.

## Storia
Il rifugio Cà San Marco è stato per anni la casa cantoniera del Passo di San Marco e può vantarsi di essere uno dei più antichi rifugi delle Alpi essendo stato edificato nel 1593, anche se inizialmente era un posto di guardia per proteggere i confini dell'allora repubblica di Venezia. È ancora percorribile, a piedi, l'antica via Priula che nel '500 collegava Venezia e Coira.

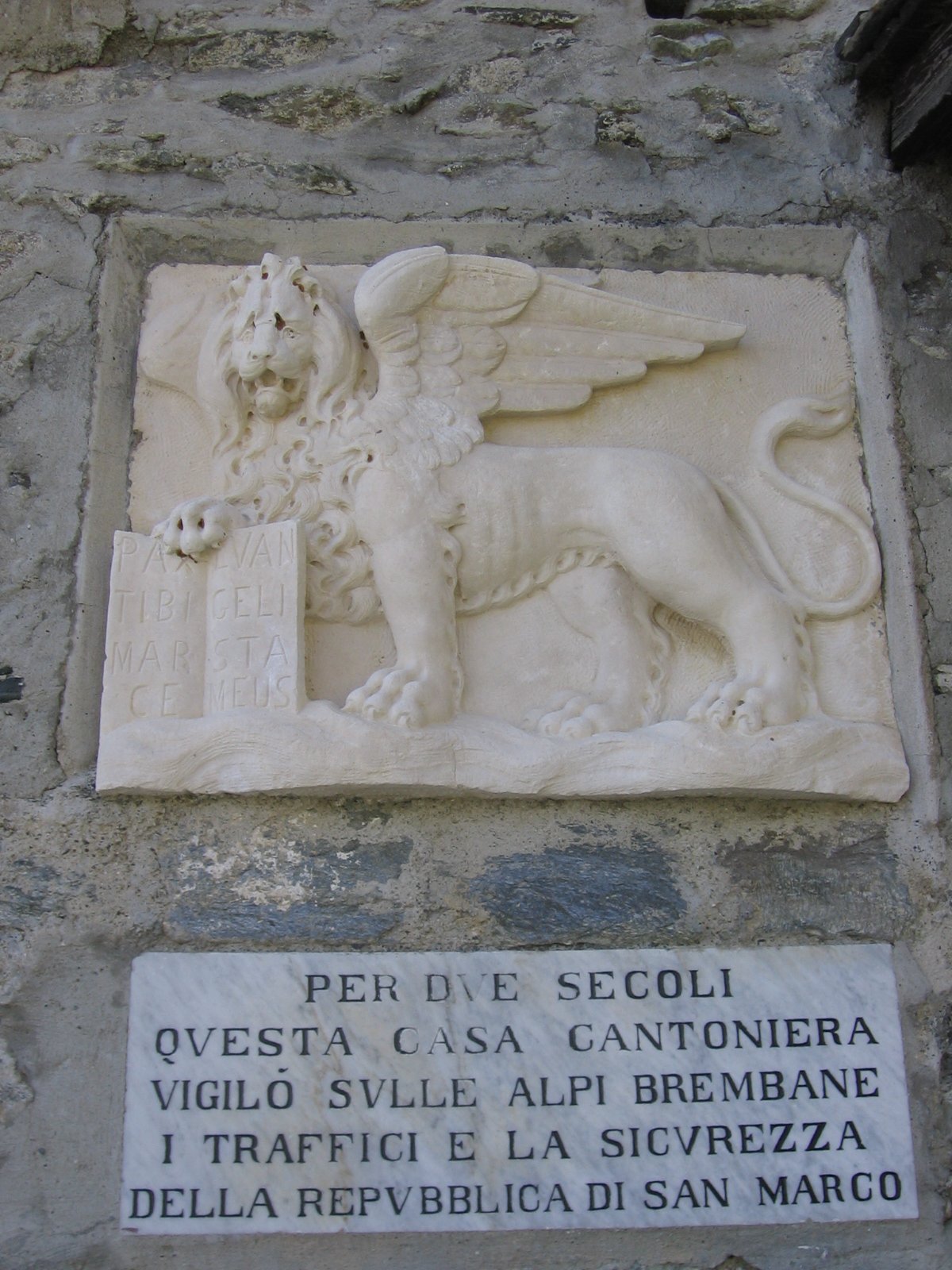
Targa commemorativa

## Caratteristiche e informazioni
Il rifugio sorge poco sotto il Passo di San Marco (1.991 m) in territorio bergamasco (Val Brembana), sul versante orobico del passo.

## Accessi
Il rifugio è raggiungibile comodamente in auto, oppure tramite sentiero da:
- Albaredo (915 m), segnavia 11
- Mezzoldo (900 m), segnavia 114

## Ascensioni
- Monte Ponteranica (2.378 m) in 2 h
- Pizzo Segade (2.173 m) in 1,30 h
- Monte Fioraro/Azzarini (2.431 m) in 2,30 h
- Monte Valletto (2.371 m)
- Monte Mincucco (2.001 m)
- Monte Pedena (2.399)
- Cimetto (2.099 m)

## Traversate
Il rifugio è la meta della 5ª tappa del Sentiero delle Orobie Occidentali, dal rifugio Cesare Benigni, segnavia n. 101 percorribile in 4 h. Da qui si prosegue alla volta di Foppolo (6ª tappa) tramite i sentieri n. 101 e 201 in 8,30 h.